# Artajona
Artajona (baskiska: Artaxoa) är en kommun i Spanien.   Den ligger i provinsen Provincia de Navarra och regionen Navarra, i den nordöstra delen av landet, 290 km nordost om huvudstaden Madrid. Antalet invånare är 1 731.